# 住友未央
住友 未央（すみとも みお、4月2日 - ）は日本のタレント。昭和プロダクション所属。関西でラジオパーソナリティとして活動している。兵庫県神戸市出身。身長166cm

## 人物・略歴
- 趣味は野球観戦と競馬スポーツ観戦、撮りためた一週間のニュースの一気見。

## 担当番組

### 現在
ラジオ
- ら・ぱれっと(FMひらかた、土 2015年4月 - )
- 歯医者さんが教える歯の秘密(FMひらかた、木 2018年8月 - )
- おいしん坊RADIO(FMひらかた、不定期)

### 過去
テレビ
- 藤本敦士のDASH宣言!「アシスタントオーディション」(GAORA SPORTS、2014年11 - 12月)

ラジオ
- おはラジ(FMひらかた、火 2013年4月 - 9月)
- おはラジ(FMひらかた、水 2013年10月 - 2014年3月)
- 藤本敦士のDASH宣言!(MBSラジオ、2014年11月・12月27日)
- ひらかたCOUNT DOWN 上半期TOP50[2](FMひらかた、2013年8月25日)
- ラジオでワッショイ!枚方まつり2014[3](FMひらかた、2014年8月24日)
- 新春特別番組 『洋楽STAY TUNE』(FMひらかた、2015年1月)
- 給食バンザイ(FMひらかた、月 - 水 2014年4月 - 2015年3月)
- POP TRAIL(FMひらかた、日 2014年4月 - 2015年3月、2016年5月29日[4])
- 街角バードビュー(FMひらかた、2016年7月21日・同年9月29日[5])
- 開局特番『カウントダウンde ハィタッチ!』(FMひらかた、2017年1月15日 11:00 - 14:00)

## 司会
- ひらかたエコフォーラム(2014年 - )[6]